# 周曦涛
周曦涛（英語：Stella Zhou，1973年5月3日—），出生于中国，澳大利亚籍乒乓球运动员。她曾参加1996年夏季奥运会和2000年夏季奥运会乒乓球比赛。
妹妹是乒乓球运动员周雪妮。